# 768

## Nașteri
- dată necunoscută: Han Yu  (d. 824)

## Decese
- 24 septembrie: Pepin cel Scurt  (n. 715)